# 매니페스토 (영화)
《매니페스토》(영어: Manifesto)는 2015년에 제작된 오스트레일리아, 독일의 영상 작품이자 영화이다. 예술가, 영화 제작자인 율리안 로제펠트가 감독과 각본을 맡았으며, 케이트 블란쳇이 단일 주연을 맡아 13명의 캐릭터를 연기했다.

## 출연

### 주연
- 케이트 블란쳇

## 기타
- 미술: 어윈 프립
- 분장: 모라그 로스
- 분장: 마시모 가타브루지
- 의상: 비나 다이겔러